# Райнієві кремені
57°20′12″ пн. ш. 2°50′29″ зх. д. / 57.3367° пн. ш. 2.84139° зх. д.

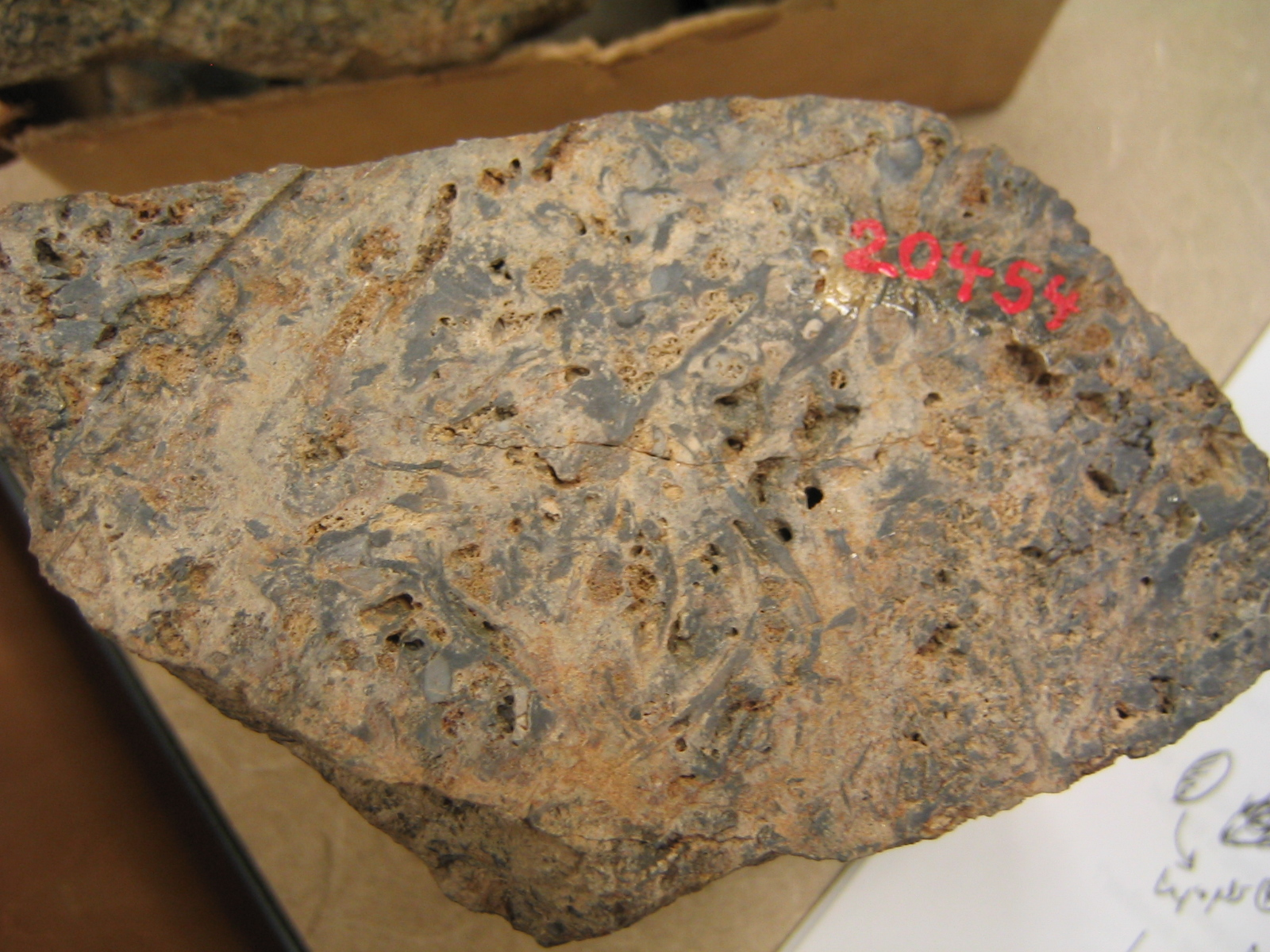
Зразок матриксу зі скам'янілостями з райнієвих кременів

Райнієві кремені, райнієві черти (від англ. chert — кремінь) — скам'яніле болото в околицях села Райні (Шотландія, Абердиншир). Відкриті картографом Уільямом Макі (англ. William Mackie) в 1910—1913 роках.
Початок формування відкладень датують раннім девоном (близько 410 млн років тому). У них виявляються скам'янілі рештки та сліди життєдіяльності примітивних судинних рослин, водоростей, членистоногих, грибів і лишайників.
У 1917—1921 роках колекція матеріалів з райнієвих чертів вивчалася палеоботаніками Р. Кідстоном і У. Ленгом, їх робота послужила проривом в дослідженнях з палеомікології. Матеріали з райнієвих чертів продовжують досліджуватися і нині. Вони надають цінну засадничу інформацію для розуміння еволюції грибів.